# Filles de Marie de Pesche
 (février 2020).
Si vous disposez d'ouvrages ou d'articles de référence ou si vous connaissez des sites web de qualité traitant du thème abordé ici, merci de compléter l'article en donnant les références utiles à sa vérifiabilité et en les liant à la section « Notes et références ».

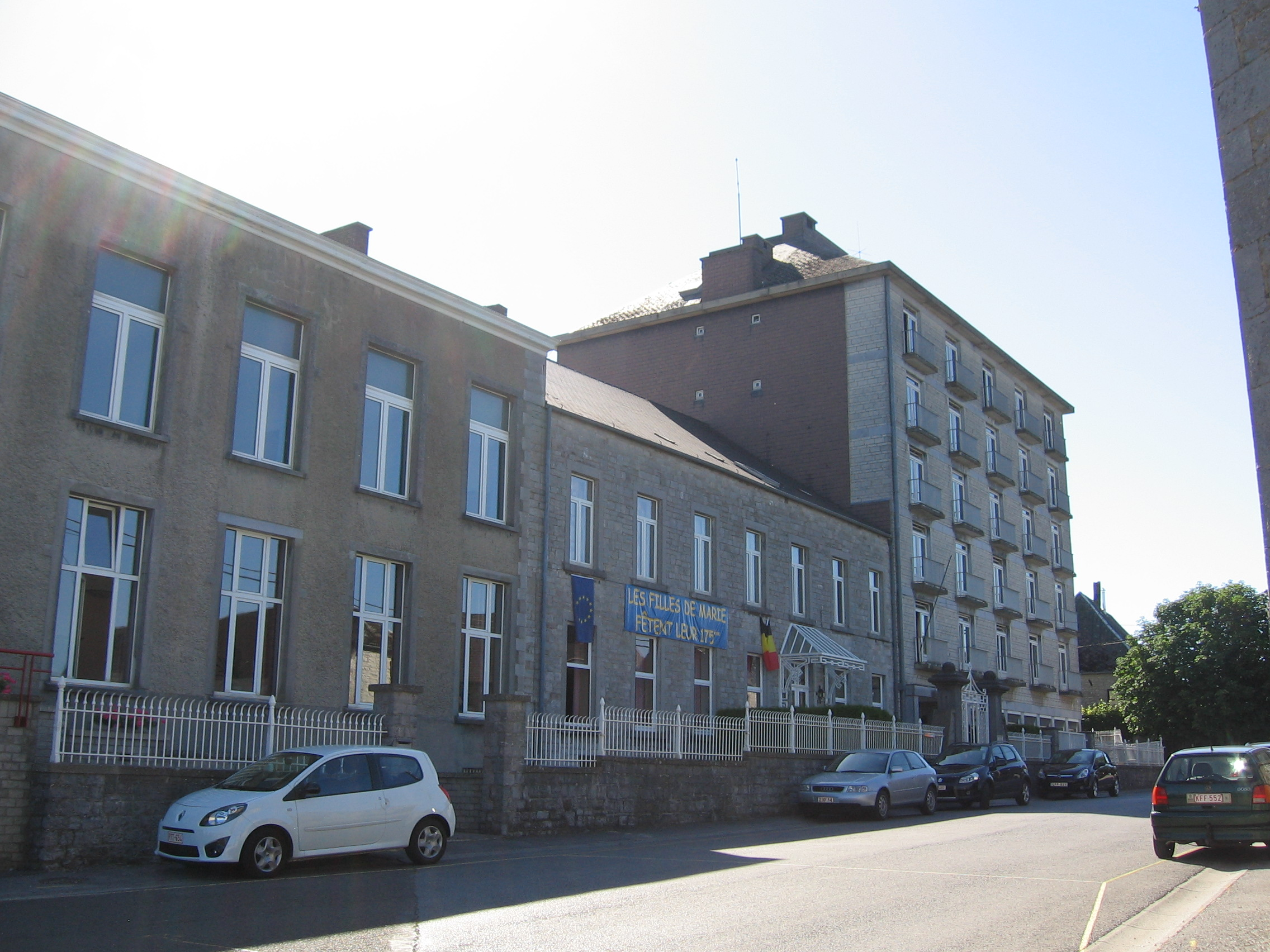
Couvent et école des Filles de Marie, à Pesche (150 ans)

Les Filles de Marie (de Pesche) forment une congrégation religieuse féminine de droit diocésain. Fondée par l’abbé Nicolas-Joseph Baudy (1765-1822) curé de Pesche dans le diocèse de Namur en Belgique la congrégation se consacre à l’éducation religieuse des enfants et au service paroissial. Elle eut une grande expansion dans la partie francophone du pays, particulièrement dans les diocèses de Namur, Tournai, de Bruxelles et de Liège.

## Origine et fondation
En 1798, passés les jours de la Terreur, l’abbé Baudy sort de la clandestinité et revient dans la paroisse de Pesche dont il était le curé. Il est ému d’y constater la profonde désaffection et grande ignorance religieuse. Avec l’aide de Françoise Lorsignol , il ouvre le 1er octobre 1819 une petite école pour les filles. 
Ayant l’intention de fonder un institut religieux il l'envoie se former en France. Il faut attendre 1830 et l’indépendance de la Belgique (la nouvelle constitution garantissant la liberté religieuse) pour qu’un tel projet puisse voir le jour. L’abbé Rousseau (1798-1842), successeur de l’abbé Baudy à Pesche, organise le petit groupe d’institutrices en une communauté religieuse pour laquelle il écrit une ‘règle de vie’ qui est approuvée en 1835 par Mgr Jean-Arnold Barrett, évêque de Namur. Les trois premières ‘Filles de Marie’ prononcent leurs vœux de religion le 8 mai 1835. Françoise Lorsignol est la première supérieure.

## Développement et Histoire
L’approbation est plusieurs fois renouvelée par les évêques successifs de Namur, et étendue aux diocèses de Tournai et Liège. Mgr Thomas-Louis Heylen l’érige en congrégation religieuse de droit diocésain en 1923.
Lorsque, en 1841, la fondatrice se retire pour des raisons de santé, sa compagne des premiers jours, Amérine Luc prend la relève et sera la supérieure jusqu’en 1874. 
Les Filles de Marie se développent rapidement : elles ouvrent des écoles paroissiales, enseignent, forment des enseignantes et animent les patronages paroissiaux. Toutes les paroisses rurales de Belgique francophone de quelque importance ont leur ‘école des sœurs’ qui y assurent l’enseignement fondamental. Dans les villes (La Louvière, Charleroi), des écoles professionnelles pour jeunes filles sont créées.
En 1923, les Filles de Marie fondent leur première maison au Congo, à Nkenda, et peu après à Mangembo (diocèse de Matadi).  Cette branche congolaise s’est développée en congrégation autonome des ‘Sœurs de Sainte-Marie de Matadi’ avec laquelle les Filles de Marie gardent des contacts. En 1969 : une première fondation en Argentine.  Et depuis 1991, à Częstochowa, en Pologne.
Le charisme des Filles de Marie: "Etre des éducateurs et éducatrices à la Vie et à la foi en vue de coopérer à l'oeuvre de la rédemption" est encore d'actualité.
Leur spiritualité fondée sur la spiritualité de l'Ecole française dynamise encore aujourd'hui les sœurs et des laïcs
En 2010, en Belgique, après une préparation de 3 années, des laïcs se sont associés au charisme et à la spiritualité des Filles de Marie. En 2011, d'autres en Argentine et au Pérou se sont engagés à actualiser ce charisme dynamisé par la spiritualité.
Le 30 mai 2020, nous fêterons les 200 ans de la petite école pour filles de Pesche, les 150 ans de l'Ecole Normale de Pesche (devenue l'Ecole secondaire Sainte Marie) et les 10 ans des Associés. 

## Aujourd’hui
En 1930 la congrégation des Filles de Marie compte 146 maisons et 668 religieuses. Leur nombre a fort diminué. En 1970, elles sont 353 religieuses, en 58 communautés. La maison généralice se trouve toujours à Pesche, même si le noviciat se trouve à Bruxelles.
Aujourd'hui, la famille animée par l'esprit des Filles de Marie comptent plus de 60 associés laïcs (AFiMaPes) en Belgique, en Argentine, au Pérou.